# Raffaele Laporta
Raffaele Laporta (Castellammare Adriatico, 1916 – Firenze, 2000) è stato un pedagogista italiano.

## Biografia
Conseguita la maturità classica presso il Regio Liceo Ginnasio di Pescara, si iscrisse alla Facoltà di Giurisprudenza dell’Università di Roma, dove conseguì la laurea nel 1937, pur non esercitando mai alcuna professione giuridica. Dal 1939 insegnò Filosofia, Pedagogia e Storia nelle scuole superiori.
Durante la seconda guerra mondiale prestò servizio come sottotenente di fanteria. Dopo la guerra partecipò alle vicende politiche della ricostruzione dapprima nel Partito d’Azione, poi in Unità popolare e nel Partito socialista, collaborando con Tristano Codignola, che aveva conosciuto attraverso il padre Ernesto.
Ripreso l’insegnamento, si avvicinò progressivamente alla pedagogia, in particolare grazie alla frequentazione di Ernesto ed Anna Maria Codignola e alle visite alla Scuola-Città "Pestalozzi" di Firenze, della quale nel 1957 sarebbe diventato il primo direttore dopo Codignola stesso.
Conseguita la libera docenza in pedagogia nel 1957, fu professore di pedagogia nelle università di Cagliari (1965-67), Bologna (1967-69), Roma (1969-82) e Chieti (1982-91) dove fu Preside della Facoltà di Lettere e filosofia (1985-87) e dove dal 1992 fu Professore emerito.
Si occupò principalmente di educazione permanente, del tempo libero giovanile, di didattica del cinema, di riforma della scuola, della formazione e dell'aggiornamento degli insegnanti.

## Principali pubblicazioni
- Cinema e età evolutiva, La Nuova Italia, Firenze 1957
- La libertà nel pensiero di Vincenzo Cuoco, La Nuova Italia, Firenze 1957
- Il senso del comico nel fanciullo ed il suo valore nella educazione, Malipiero, Bologna 1957
- Educazione e libertà in una società in progresso, La Nuova Italia, Firenze 1960
- La comunità scolastica, La Nuova Italia, Firenze 1963
- Il tempo libero dai sei agli undici anni, La Nuova Italia, Firenze 1968
- La difficile scommessa, La Nuova Italia, Firenze 1971
- L'autoeducazione delle comunità, La Nuova Italia, Firenze 1979
- Educazione e scienza empirica, Edizioni RAI-DSE, Roma 1980
- Insegnanti come e perché, Lisciani & Giunti, Teramo 1980
- L'insegnante: guida alla salute professionale, Mursia, Milano1985
- Tempo libero e condizione giovanile: una lettura d'ambiente, Vecchio faggio, Chieti 1992
- Avviamento alla pedagogia, Carocci, Roma 2001.